# Energieministerium der Vereinigten Staaten
Koordinaten: 38° 53′ 13″ N, 77° 1′ 34″ W
Das englisch Department of Energy (DOE) ‚Energieministerium der Vereinigten Staaten‘ ist ein Ministerium innerhalb der Bundesregierung der Vereinigten Staaten, verantwortlich für die Energiepolitik in den USA.

## Geschichte
Das heute Ministerium (DOE) ging aus mehreren staatlichen Dienststellen und Gesetzen hervor, die verschiedene Aspekte der Energiepolitik verwalteten.
Am Anfang war das Manhattan-Projekt und seine Nachfolgeorganisation, die U.S. Atomic Energy Commission (AEC). Die AEC erbte die meisten Einrichtungen (kerntechnischen Anlagen und Labore) und Personal aus dem Manhattan-Projekt. Die militärischen Mittel gingen auf das frühere Armed Forces Special Weapons Project (AFSWP) über. Die AEC förderte die Entwicklung der Kerntechnik, nachdem der Atomic Energy Act of 1946 zum Jahr Atomic Energy Act of 1954 revidiert wurde. Damit war der Weg für die zivile Nutzung der Kernenergie geebnet.
Die AEC wurde 1974 aufgelöst und durch die vom DOE unabhängige Atomaufsichtsbehörde, die U.S. Nuclear Regulatory Commission (NRC), und die Energy Research and Development Administration (ERDA) ersetzt.
Als Reaktion auf die erste Ölkrise 1973/74 (der Ölpreis verdreifachte sich in kurzer Zeit) aktivierte Präsident Jimmy Carter das neue Ministerium (DOE). Die ERDA wurde damit abgeschafft. Der Kongress verabschiedete das entsprechende Gesetz am 4. August 1977 und das DOE nahm seine Arbeit am 1. Oktober 1977 auf. Zum ersten Energieminister wurde der ehemalige Verteidigungsminister James R. Schlesinger ernannt.

## Aufgaben
In den Aufgabenbereich des Ministeriums fallen
- Energiepolitik
- Energiewirtschaft
- Energiesparprogramme
- Energieproduktion
- Forschung auf dem Gebiet der Energiegewinnung (siehe Nationale Forschungseinrichtungen)
- Kernwaffenprogramm über die National Nuclear Security Administration (NNSA)
- Entsorgung radioaktiver Abfälle
- Netzwerk aus Laboren, darunter Labore für Bioforschung

### Nukleare Abschreckung
Das nationale Programm ist der National Nuclear Security Administration (NNSA) unterstellt, welche in dem Jahr 2000 vom DOE aktiviert wurde. NNSA ist eine halbautonome Einrichtung innerhalb des DOE.

## Weitere Aufgaben und Unterbehörden
Das Office of Scientific and Technical Information im Energieministerium bietet auf seinen Websites Zugang zu Datenbanken mit Informationen aus der wissenschaftlichen Forschung und Entwicklung des Ministeriums und weiterer Behörden und Institute.
Das Energieministerium verfügt über eine Abteilung namens Office of Intelligence, die als Nachrichtendienst arbeitet und aus offenen und verdeckten Quellen internationale Informationen über Nuklearwaffen und Nonproliferation (Nichtverbreitung von Nuklearwaffen), Energiesicherheit, Wissenschaft und Technologie im Bereich Energie und Kernenergie, nukleare Sicherheit und Atommüll beschafft und auswertet. Die Analysen der Fachwissenschaftler werden der gesamten Intelligence Community und der Bundesregierung zur Verfügung gestellt.

### Preise und Auszeichnungen
Das Ministerium vergibt alle zwei Jahre den Ernest-Orlando-Lawrence-Preis an herausragende US-Wissenschaftler, die im Aufgabenbereich des Ministeriums forschen.

## Nationale Forschungseinrichtungen

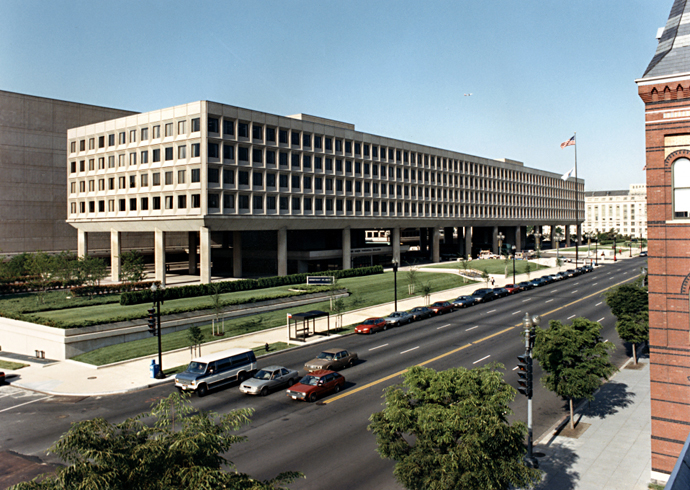
Hauptverwaltung des Energieministeriums in der Independence Avenue, Washington, D.C.

Das Energieministerium unterhält ein System von Großforschungseinrichtungen, das sogenannte National Laboratory System, in denen naturwissenschaftliche Grundlagenforschung und auch militärische Forschung betrieben wird. Dazu gehören:
- Ames Laboratory
- Argonne National Laboratory
- Brookhaven National Laboratory
- Fermi National Accelerator Laboratory
- Idaho National Engineering and Environmental Laboratory
- Lawrence Berkeley National Laboratory
- Lawrence Livermore National Laboratory
- Los Alamos National Laboratory
- National Energy Technology Laboratory
- National Renewable Energy Laboratory
- Oak Ridge National Laboratory
- Pacific Northwest National Laboratory
- Princeton Plasma Physics Laboratory
- Radiological & Environmental Sciences Laboratory
- Sandia National Laboratories
- Savannah River National Laboratory
- Stanford Linear Accelerator Center
- Thomas Jefferson National Accelerator Facility

## Liste der Energieminister der Vereinigten Staaten
| Nr. | Bild | Name                      | Amtszeit                             | im Kabinett von Präsident |
| --- | ---- | ------------------------- | ------------------------------------ | ------------------------- |
| 1   |      | James Rodney Schlesinger  | 6. August 1977 – 23. August 1979     | Jimmy Carter              |
| 2   |      | Charles William Duncan    | 24. August 1979 – 20. Januar 1981    | Jimmy Carter              |
| 3   |      | James Burrows Edwards     | 23. Januar 1981 – 5. November 1982   | Ronald Reagan             |
| 4   |      | Donald Paul Hodel         | 5. November 1982 – 7. Februar 1985   | Ronald Reagan             |
| 5   |      | John Stewart Herrington   | 7. Februar 1985 – 20. Januar 1989    | Ronald Reagan             |
| 6   |      | James David Watkins       | 1. März 1989 – 20. Januar 1993       | George Bush               |
| 7   |      | Hazel Reid O’Leary        | 22. Januar 1993 – 20. Januar 1997    | Bill Clinton              |
| 8   |      | Federico Fabian Peña      | 12. März 1997 – 30. Juni 1998        | Bill Clinton              |
| 9   |      | William Blaine Richardson | 18. August 1998 – 20. Januar 2001    | Bill Clinton              |
| 10  |      | Edward Spencer Abraham    | 20. Januar 2001 – 1. Februar 2005    | George W. Bush            |
| 11  |      | Samuel Wright Bodman      | 1. Februar 2005 – 20. Januar 2009    | George W. Bush            |
| 12  |      | Steven Chu                | 21. Januar 2009 – 22. April 2013     | Barack Obama              |
| 13  |      | Ernest Jeffrey Moniz      | 21. Mai 2013 – 20. Januar 2017       | Barack Obama              |
| 14  |      | James Richard Perry       | 2. März 2017 – 1. Dezember 2019      | Donald Trump              |
| 15  |      | Danny Ray Brouillette     | 4. Dezember 2019 – 20. Januar 2021   | Donald Trump              |
| 16  |      | Jennifer Mulhern Granholm | 25. Februar 2021 bis 20. Januar 2025 | Joe Biden                 |
| 17  |      | Christopher Wright        | seit dem 4. Februar 2025             | Donald Trump              |

## Veränderungen

### Präsident Obama
Präsident Barack Obama schuf eine neue Position im Weißen Haus, den „Assistant to the President for Energy and Climate Change“, und berief Carol M. Browner auf den neuen Posten. Browner hat früher bei der Environmental Protection Agency (EPA) gearbeitet.

### Präsident Trump
Im Zuge der ersten Präsidentschaft Donald Trumps wurde Rick Perry zum Energieminister ernannt, ein Klimawandelleugner, der vielfach wissenschaftliche Erkenntnisse zur globalen Erwärmung zurückgewiesen hat und den wissenschaftlichen Konsens bezüglich der menschengemachten Erwärmung nicht akzeptiert. 2011 hatte Perry, der damals das Präsidentenamt anstrebte, u. a. erklärt, das Energieministerium vollständig abschaffen zu wollen.
Am 16. März 2017 stellte die Regierung Trump ihre Budgetplanungen vor, die vom Kongress noch bestätigt werden müssen. Demnach soll das Budget des Energieministeriums um 5,6 % gekürzt werden sowie innerhalb der Behörde stark umverteilt werden. So soll das Budget der National Nuclear Security Administration (NNSA), die für die militärische Nutzung der Kernenergie sowie das Kernwaffenarsenal verantwortlich ist, um 11,3 % steigen, während bei anderen Teilen des Ministeriums die Gelder um 17,9 % gekürzt werden sollen. Unter anderem soll das Budget des Wissenschaftsbüros von gut 5 Mrd. Euro um 900 Mio. Dollar gekürzt werden.
2019 wurden Bemühungen bekannt, fossile Energieträger positiv zu framen. So wurde in einer Pressemitteilung des Energieministeriums Erdgas als besonders sauberer Energieträger bezeichnet und mit dem Begriff „Freiheits-Gas“ („freedom gas“) versehen, an anderer Stelle wurde von „Friedensmolekülen“ gesprochen. Dieses Framing fand regen Widerhall in Medien und sozialen Netzwerken und wurde unter anderem mit George Orwells „Neusprech“ verglichen.

### Präsident Biden
Am 26. Februar 2023 änderte das Energieministerium seine Einschätzung zum Ursprung des Coronavirus und ging nun davon aus, dass die COVID-Pandemie höchstwahrscheinlich versehentlich aus einem Labor entwichen sei. Dies ging aus einem vertraulichen Geheimdienstbericht hervor, der dem Weißen Haus und wichtigen Mitgliedern des Kongresses vorgelegt wurde. Damit schloss sich das Energieministerium als einzige befragte Institution der Einschätzung des FBI an, bewertete seine eigene Einschätzung jedoch mit „geringem Vertrauen“ („low confidence“). Im Jahr 2021 gab es nach mehrmonatiger Prüfung keine Einigkeit unter den US-Geheimdiensten darüber. Diese Einschätzung basierte auf einer Analyse von Experten des nationalen Laborkomplexes, einschließlich der „Z-Division“, die dafür bekannt ist, einige der geheimsten und technisch anspruchsvollsten Untersuchungen für die US-Regierung durchzuführen.